# Rajokri
Rajokri es una ciudad censal situada en el distrito de Delhi sudoeste,  en el territorio de la capital nacional,  Delhi (India). Su población es de 19148 habitantes (2011). 

## Demografía
Según el censo de 2011 la población de Rajokri era de 19148 habitantes, de los cuales 10640 eran hombres y 8508 eran mujeres. Rajokri tiene una tasa media de alfabetización del 84,45%, inferior a la media estatal del 86,21%: la alfabetización masculina es del 91,89%, y la alfabetización femenina del 75,15%.